# Oliver Henry Shoup

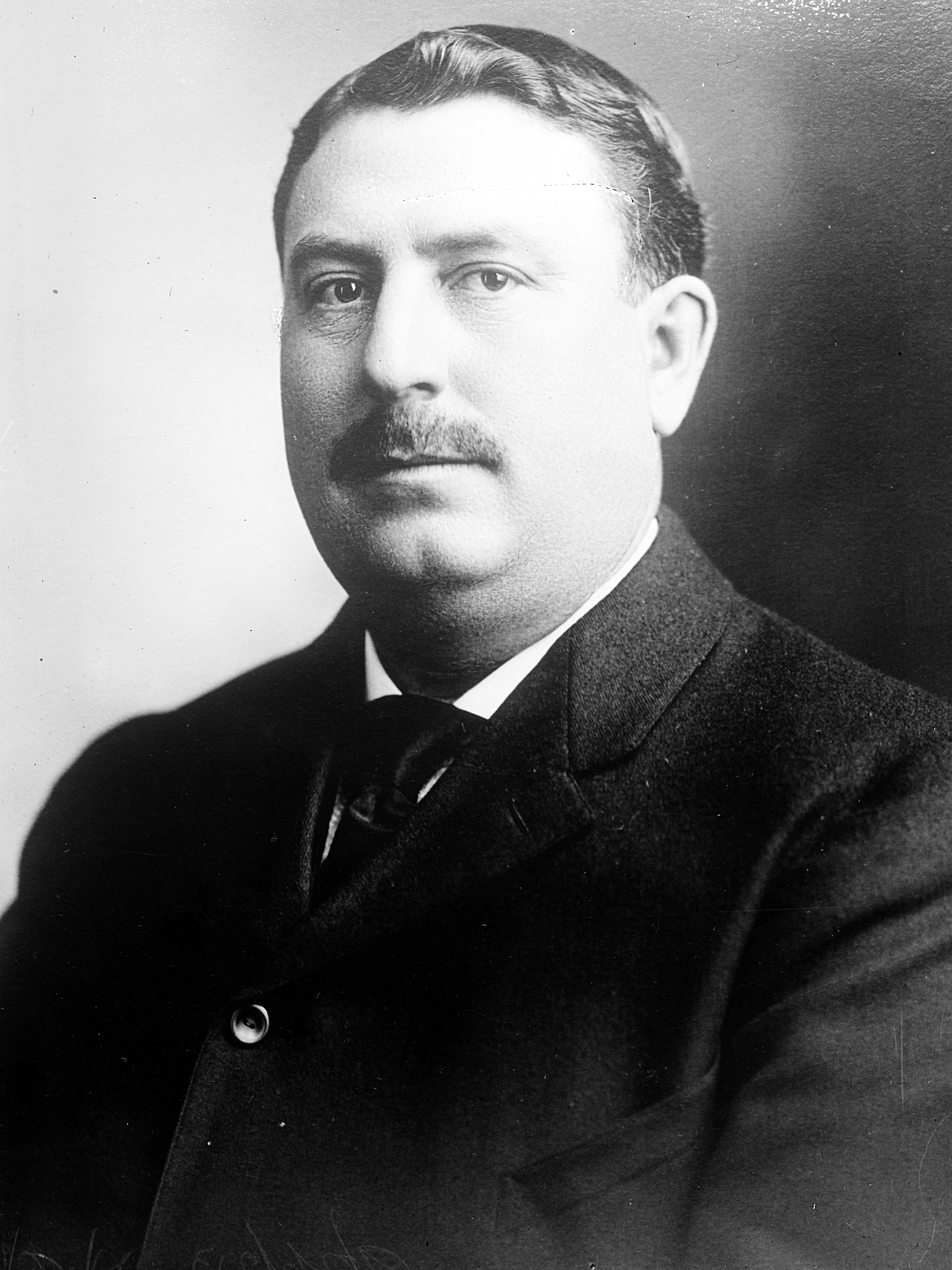
Oliver Henry Shoup

Oliver Henry Shoup (* 13. Dezember 1869 im Champaign County, Illinois; † 30. September 1940 in Santa Monica, Kalifornien) war ein US-amerikanischer Politiker und von 1919 bis 1923 der 21. Gouverneur des Bundesstaates Colorado.

## Frühe Jahre
Oliver Shoup zog im Jahr 1882 mit seiner Familie nach Colorado Springs, wo er seine Ausbildung an den öffentlichen Schulen fortsetzte. Anschließend besuchte er das Colorado College. Nach der Schulzeit arbeitete er in verschiedenen Unternehmen, ehe er in das Ölgeschäft einstieg. Dort machte er eine schnelle Karriere. Im Jahr 1914 wurde er Präsident der Midwest Oil Company und der Midwest Refining Company. Er war auch Direktor verschiedener Banken in Colorado.

## Politische Laufbahn
Shoup war Mitglied der Republikanischen Partei. Am 5. November 1918 wurde er als deren Kandidat zum neuen Gouverneur seines Staates gewählt. Nach einer Wiederwahl im November 1920 konnte er bis zum 9. Januar 1923 im Amt bleiben. Nach dem Ende des Ersten Weltkrieges musste auch in Colorado die Produktion wieder auf den zivilen Bedarf umgestellt werden. Die heimkehrenden Soldaten mussten wieder in die Gesellschaft eingegliedert werden. Die Invaliden und die Hinterbliebenen der Gefallenen mussten versorgt werden. Unabhängig von diesen kriegsbedingten Vorgängen entstand in Shoups Amtszeit eine eigene staatliche Autobahnverwaltung (State Highway Department). Die Nationalgarde wurde neu gegliedert und einige Regierungsorgane wurden zusammengelegt. Die Staatsschuld wurde reduziert. Gouverneur Shoup war ein Anhänger der Prohibition. Daher unterstützte er auch den entsprechenden Verfassungszusatzes. Im Jahr 1921 wurden die südlichen Bezirke von einer schweren Überschwemmung heimgesucht. In einer Sondersitzung der Legislative wurde eine Hilfsprogramm für diese Kreise beschlossen. Danach wurde mit dem Bau von Hochwasserschutzanlagen begonnen.
Im Jahr 1922 lehnte Shoup eine erneute Kandidatur ab. Daher schied er am 9. Januar 1923 aus dem Amt aus. Nach dem Ende seiner Gouverneurszeit widmete er sich zunächst wieder seinen privaten Geschäften. 1926 bewarb er sich dann doch noch einmal um das Amt des Gouverneurs. Diese Kandidatur blieb aber erfolglos. Oliver Shoup starb an einem Herzanfall und wurde in Colorado Springs beigesetzt. Er war zweimal verheiratet und hatte insgesamt vier Kinder.